# Máire Geoghegan-Quinn
Máire Geoghegan-Quinn (Carna, 5 de septiembre de 1950) es una política irlandesa, actual comisaria europea de Investigación, Innovación y Ciencia. Es hija de Johnny Geoghegan, un diputado del Fianna Fáil por la circunscripción de Galway West de 1954 hasta su muerte en 1975. Actualmente reside en Luxemburgo.

## Biografía
Fue profesora entre 1970 y 1975. Además, fue la primera mujer ministra en Irlanda al haberse hecho cargo del Ministerio del Gaeltacht entre 1979 y 1981. Posteriormente se haría cargo de otros puestos como ministra de Asuntos Europeos (1987-1991), ministra de Turismo, Transporte y Comunicación (1992) o ministra de Justicia (1993-1994). Desde 2009 es comisaria europea.